# Tim Wellens
Tim Wellens (n. 10 mai 1991, Sint-Truiden, Flandra, Belgia) este un ciclist profesionist belgian, fost concurent de mountain bike, în prezent membru al echipei Lotto–Soudal.

## Rezultate în marile tururi

### Turul Franței
3 participări
- 2015: locul 129
- 2017: abandon în etapa a 15-a
- 2019: locul 94

### Turul Italiei
3 participări
- 2014: locul 54
- 2016: locul 96, câștigător în etapa a 6-a
- 2020: câștigător în etapa a 4-a, nu a mai plecat în etapa a 14-a

### Turul Spaniei
1 participare
- 2020: câștigător în etapele a 5-a și a 14-a